# Ganhac de Garona
Ganhac de Garona (occità Gagnac-sur-Garonne) és un municipi francès situat al departament de l'Alta Garona i a la regió d'Occitània.

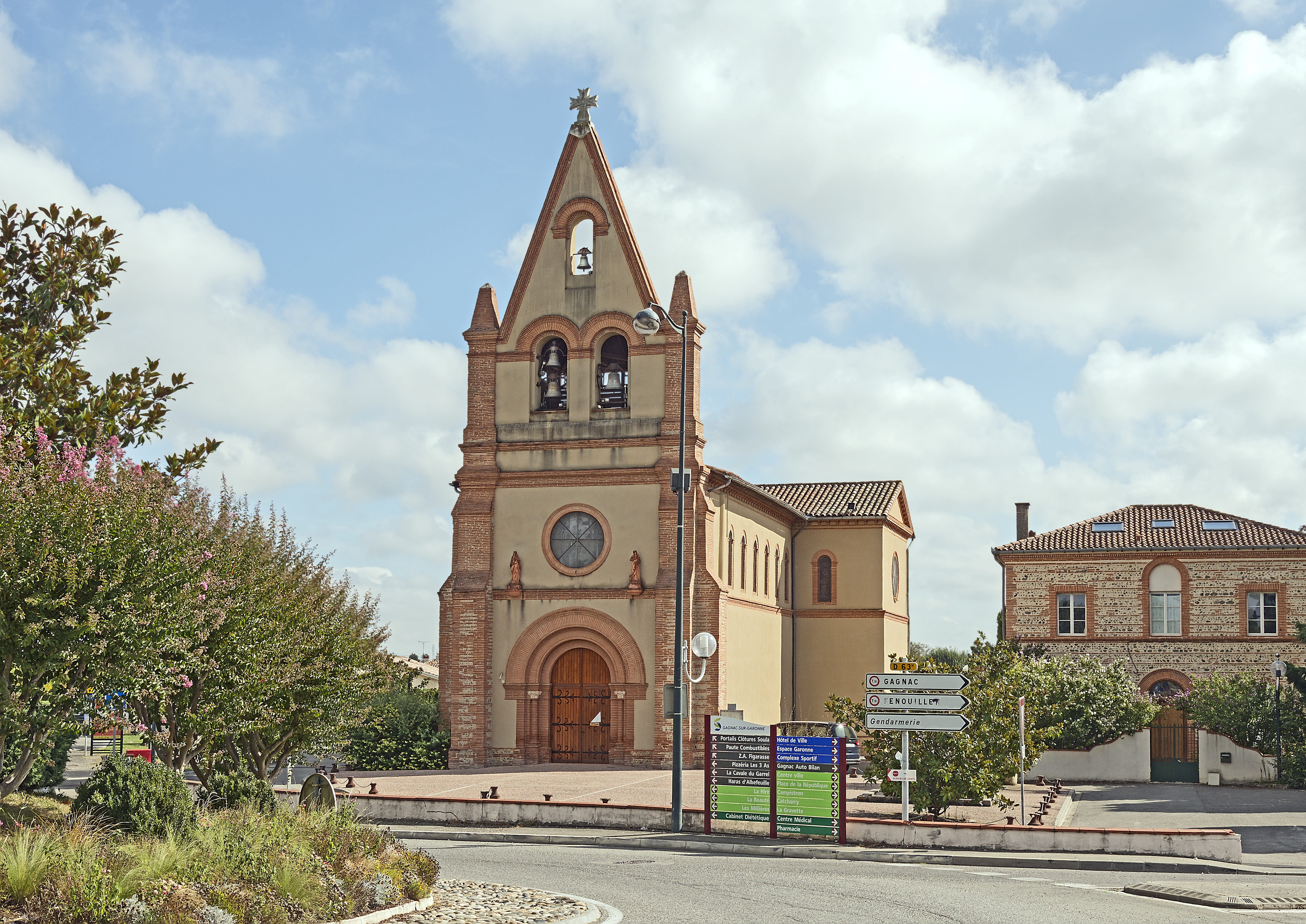
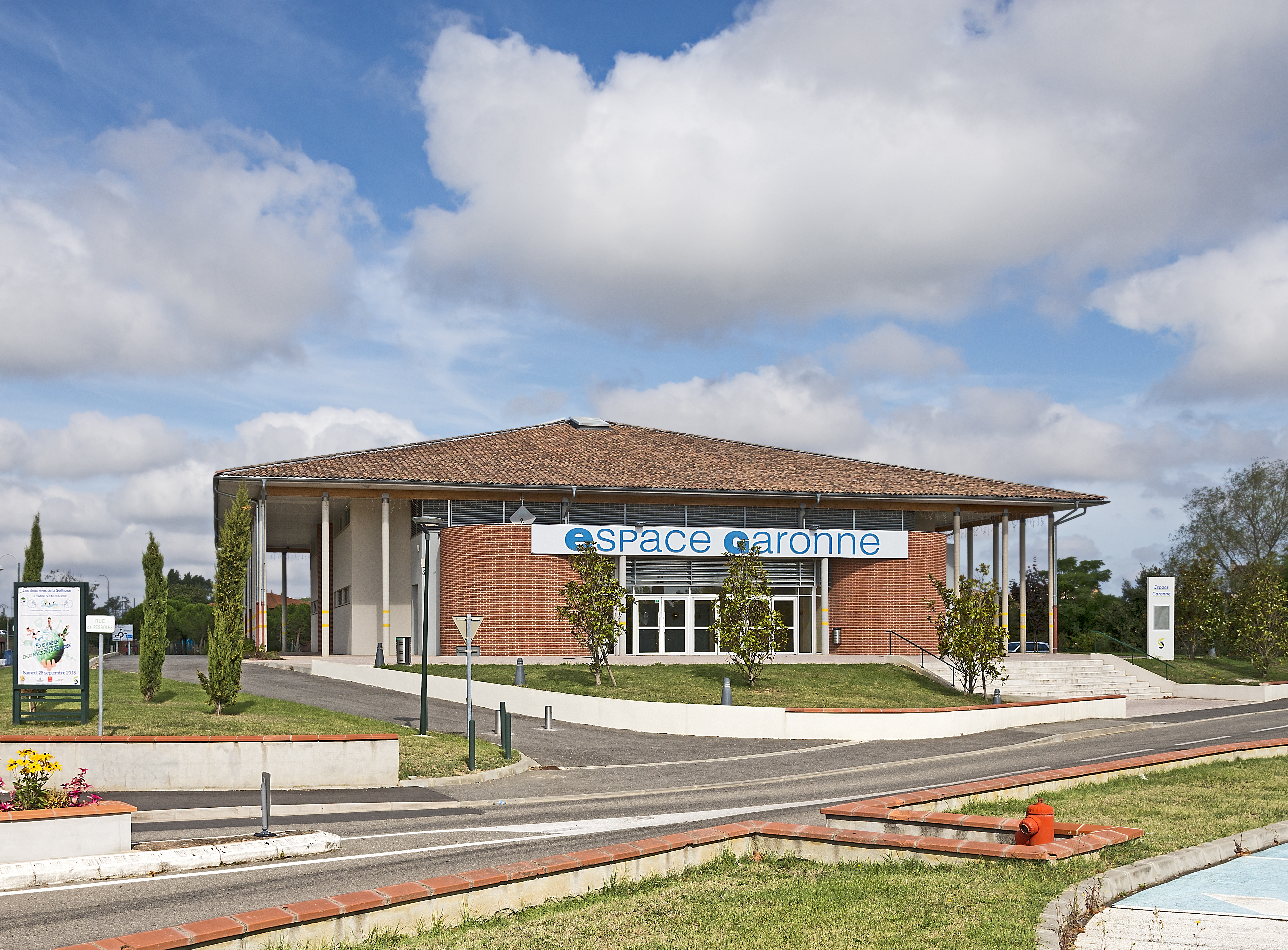